# The Dreaming (singolo)
The Dreaming è il secondo singolo della cantante inglese Kate Bush tratto dall'album del 1982 The Dreaming a cui dà il titolo.

## Il brano
Il brano parla della distruzione delle terre degli Aborigeni australiani da parte degli Australiani bianchi alla ricerca di uranio a scopi militari.  Il cantante australiano Rolf Harris suona il didgeridoo, mentre l'ornitologo ed imitatore di uccelli Percy Edwards realizza i suoni di animali, tra cui le pecore.
Il titolo originale della canzone era "Abo Song", ma venne cambiato in quanto utilizzava un'espressione razzista. Una versione promozionale del singolo venne pubblicata, ma fu presto ritirata dal mercato.
Il singolo uscito per il mercato britannico contiene sul lato B una versione alternativa di "The Dreaming", intitolata "Dreamtime", senza la parte cantata ma con solo le parti vocali di sottofondo e con due parti di didgeridoo aggiunte come introduzione e alla fine del brano.

## Versioni
- 26-lug-1982 – Kate Bush, The Dreaming, 45gg, EMI EMI 5296, Regno Unito, prodotto da Kate Bush[3]. Questa versione contiene i brani seguenti:

1. The Dreaming – 4:09
2. Dreamtime (Instrumental Version) – 5:32

Durata totale: 9:41
- 24-giu-1982 – Kate Bush, Abo Song, 45gg, EMI EMI 5296A-1U, Regno Unito, singolo con un solo lato[2]. Questa versione contiene il solo brano seguente:

1. Abo Song